# 優原穴鱟
優原穴鱟（學名：Euproops）是一屬已滅絕的鱟，生存於古生代石炭紀，一般認為不是海生屬。

## 特徵
優原穴鱟的身體前部覆蓋著盾型背甲，上部表面則被靠近簡單眼睛的明顯脊突分成一個中間部和兩個側面。腹部由七節融合在一起的體節組成，體節邊緣有棘刺。最後一個體節則為很長的尾刺。
古無脊椎動物論文（Treatise on Invertebrate Paleontology）描述優原穴鱟有「小型楔形心臟裂片，藉由不同的軸相接，環紋腹盾與突起的尾端。」

## 物種[4]
- Euproops amia Woodward, 1918
- Euproops danae Meek & Worthen, 1865
- Euproops longispina Packard, 1885

## 外部連結
- Xiphosura at Palaeos.com